# Smreczyńska Przełęcz
Smreczyńska Przełęcz (słow. Smrečinské sedlo) – położona na wysokości 1796 m n.p.m. (według wcześniejszych pomiarów 1799 m) przełęcz w grani głównej Tatr pomiędzy wschodnim, wyższym wierzchołkiem Smreczyńskiego Wierchu (2070 m) a Tomanowym Wierchem Polskim (1977 m). Biegnie przez nie granica polsko-słowacka. W grani pomiędzy Smreczyńską Przełęczą a Tomanowym Wierchem znajduje się jeszcze mało wybitna Tomanowa Kopa (1899 m). Po polskiej, północnej stronie, pod przełęczą znajduje się utworzona przez lodowiec wąska Zadnia Sucha Dolina Smreczyńska, będąca odgałęzieniem Doliny Tomanowej (górna część Doliny Kościeliskiej). Po południowej stronie stoki Smreczyńskiej Przełęczy opadają do Szerokiego Żlebu będącego górną odnogą doliny Hliny.
Rejon przełęczy i wznoszące się nad nią szczyty zbudowane są ze skał krystalicznych.
Do Smreczyńskiej Przełęczy ani na sąsiednie szczyty nie prowadzi żaden szlak turystyczny (jest to obszar ochrony ścisłej „Pyszna, Tomanowa, Pisana”). Od polskiej strony dobrze widoczne są znad Smreczyńskiego Stawu. Obszar przełęczy i górna część jej stoków jest w większości trawiasta, nieco piarżysta, a miejscami pojawiają się kępki drobnej kosodrzewiny.